# Mayerling (film 1936)
Mayerling è un film del 1936 diretto da Anatole Litvak.
Il soggetto è tratto da un romanzo di Claude Anet basato sui fatti di Mayerling.
Il film, che venne presentato in concorso alla 4ª Mostra del Cinema di Venezia, è l'ultimo film europeo del regista, prima del trasferimento a Hollywood.

## Trama
Il principe Rodolfo d'Asburgo nonostante il fidanzamento con la principessa Stefania del Belgio cede al fascino della bella Maria Vetsera. Il loro amore sincero avrà però un esito tragico.

## Accoglienza

### Critica
Il Dizionario Mereghetti definisce il film «un drammone decorativo», portato al successo da «due interpreti dolci ed esangui».
Per il Dizionario Morandini il film «convenzionale, decorativo [...] racconta in chiave di languido ed elegante romanticismo un tragico ed enigmatico episodio storico».

## Riconoscimenti
Nel 1937 il National Board of Review of Motion Pictures l'ha inserito tra i migliori film stranieri dell'anno.